# Бой под Салтановкой
Бой под Салтановкой (часто также именуется Бой при Дашкове) — бой корпуса Раевского из 2-й русской Западной армии П. И. Багратиона с французами 11 (23) июля 1812 года под Могилёвом (село Салтановка) на начальном этапе Отечественной войны 1812 года. Также третий бой всей войны 1812 года.

## Предыстория
После вторжения войск Наполеона в Россию 1-я (110 тыс. солдат) и 2-я (45 тыс. солдат) Западные армии русских оказались разделены французскими корпусами. Чтобы как можно скорее соединить русские силы, командующий 2-й армией Багратион получил приказ срочно двигаться на соединение с 1-й армией Барклая-де-Толли, двигаясь через Минск. Однако приблизившись к местечку Мир, Багратион узнал, что маршал Даву уже захватил Минск. С запада Багратиона преследовали корпуса Жерома Бонапарта, с юга в районе Слонима появился саксонский корпус Ренье. Возникла угроза окружения.
Багратион, присоединив отряды Платова и Дорохова, чудом проскользнувшие между корпусами французов, повернул на юг к Несвижу и далее к Бобруйску. Благодаря успешным действиям казаков Платова под Миром удалось задержать преследователей. Багратион смог благополучно дойти до Бобруйска без особых помех со стороны Жерома, войска которого безнадёжно отстали. В Бобруйске Багратион получил приказ идти на соединение с Барклаем к Витебску через Могилёв и Оршу. Однако Даву следовал параллельно Багратиону с севера, отрезая возможные пути к 1-й армии.
Когда Багратион достиг Днепра в районе городка Старый Быхов, Даву с 21 июля уже находился выше по течению в Могилёве, ещё не зная точного местонахождения Багратиона. Французы выслали по дороге на юг с целью разведки 3-й конно-егерский полк, который столкнулся на дороге с авангардом 2-й армии, 5-ю казачьими полками. Казаки прогнали французских конных егерей до Могилёва, захватив более 200 пленных и командира полка в том числе.
Даву, осмотрев окрестности, немедленно выдвинул авангард на оборонительную позицию у деревни Салтановка (прим. 10 км вниз по Днепру от Могилёва). Багратион приказал 7-му пехотному корпусу генерал-лейтенанта Раевского атаковать позиции Даву и по возможности овладеть Могилёвом. Вряд ли Багратион верил в прорыв, так как основные силы держал возле Быхова в полутора переходах от Салтановки, но он обязан был исполнять волю царя. Надежда на успех оставалась, так как силы Даву были неизвестны, и армия Багратиона (40 тыс., по словам самого Багратиона) могла его опрокинуть, если бы французский маршал располагал только передовыми частями.
С началом погони за 2-й армией русских, корпус Даву должен был выделить части на другие направления (в частности на захват Орши), а также потерял много людей в непрерывных маршах. Граф Сегюр сообщает, что Даву имел только 12 тысяч против Багратиона, что примерно соответствует численности 15 батальонов и кирасирской дивизии, которые заняли позицию у Салтановки. Клаузевиц упоминает про 20 тыс., оставшихся к тому времени у Даву в Могилёве, БСЭ сообщает о 26 тысячах у Даву. Историк Безотосный пишет, что Даву сумел подтянуть лишь 21,5 тыс. солдат.
Раевский имел до 17 тыс. солдат. Багратион не располагал сведениями о силах Даву. Он рассчитывал связать противника боем, и в то время переправиться через Днепр. В случае же успешного боя русские бы прорвались на прямую дорогу к Витебску, или же на хорошую Смоленскую дорогу в Орше.

## Ход боя

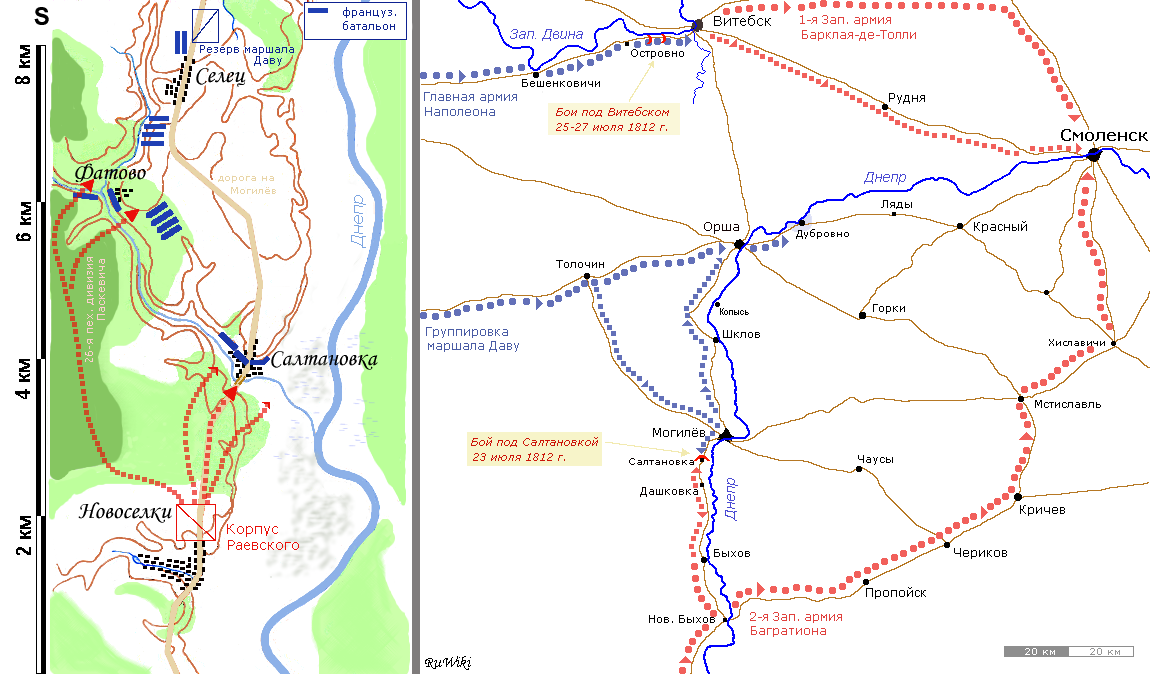
Подробная карта боя под Салтановкой и общий план соединения русских армий под Смоленском.

Французская позиция под Салтановкой была хорошо прикрыта природным рельефом. С фронта её защищал ручей в глубоком овраге, через который по большой дороге была построена плотина из наваленных деревьев и настлан мост. С востока протекал Днепр; местность, прилегающая к реке, была заболоченной и непроходимой для войск. На западе левый фланг французской позиции, тянувшейся до деревни Фатово, прикрывался лесом. Плотины и мосты, являвшиеся единственными доступными переходами через болотистые берега ручья, были по указаниям Даву или сломаны, или забаррикадированы. На фронте Даву поставил 4-ю пех. дивизию генерала Дессе, в глубине разместил 61-й пех. полк из 5-й пех. дивизии генерала Компана и 5-ю кирасирскую дивизию.
На рассвете 23 июля Раевский атаковал силами двух егерских полков 12-й пехотной дивизии генерал-майора Колюбакина. Французские посты были оттеснены за плотину, но взять её не удалось. На высотах за оврагом расположилась французская артиллерия, которая простреливала подходы к плотине и наносила чувствительные потери. Постройки в деревне были превращены в опорные пункты.
Очевидец боя, барон Жиро из корпуса Даву, так рассказал о начале боя:

Мы вдруг увидали выходящими из лесу, и сразу в несколько местах, весьма близких друг от друга, головы колонн, идущих сомкнутыми рядами, и казалось, что они решились перейти овраг, чтобы добраться до нас. Они были встречены таким сильным артиллерийским огнём и такой пальбой из ружей, что должны были остановиться и дать себя таким образом громить картечью и расстреливать, не двигаясь с места, в продолжение нескольких минут. В этом случае в первый раз пришлось нам признать, что русские действительно были, как говорили про них, стены, которые нужно было разрушить.
Русский солдат, в самом деле, превосходно выдерживает огонь, и легче уничтожить его, чем заставить отступить.

К полудню к месту боя прибыл маршал Даву и взял командование войсками на себя.
Раевский поручил 26-й дивизии Паскевича обойти позицию французов слева по лесным тропам, сам же он намеревался одновременно напасть с основными силами по дороге вдоль Днепра. Паскевич с боем вышел из леса и занял деревню Фатово, однако неожиданная атака 4-х французских батальонов опрокинула русских. Завязалось сражение с переменным успехом; французам удалось остановить Паскевича на своём правом фланге. Обе стороны разделял ручей, протекающий в этом месте по окраине леса параллельно Днепру.
Сам Раевский напал на фронтальную позицию французов 3 полками в лоб. Смоленский пехотный полк, наступая по дороге, должен был овладеть плотиной. Два егерских полка (6-й и 42-й) в рассыпном строю обеспечивали наступление на плотину. В ходе атаки колонну Смоленского полка в правый фланг опасно контратаковал батальон 85-го французского полка. Сам Раевский, который принял командование Смоленским пехотным полком, был ранен картечью в грудь, но остался в строю. В критический момент боя он лично возглавил атаку, повернул колонну и отбросил французский батальон за ручей. Этот эпизод позднее дал жизнь красивой легенде о том, как генерал Раевский повёл своих сыновей впереди солдат на врага.
Багратион убедился в силе позиции противника. Нарастить свои силы он не мог в силу узости поля сражения и сложного рельефа. К тому же по показаниям пленных русские ошибочно поверили в то, что французы имели в Могилёве до 5 дивизий и ждут ещё подхода подкреплений. В ночь на 24 июля Раевский отошёл от Салтановки к Дашковке, оставив сильный арьергард.
Брандт, офицер из корпуса Даву, оставил взгляд с французской стороны об исходе боя под Салтановкой:

Офицеры, участвовавшие в сражении, утверждали с уверенностью, что русские были гораздо сильнее, и что, обойдя правый французский фланг, они поставили бы армию в критическое положение. Этого опасались ежеминутно. Сам маршал и другие генералы вообще полагали, что русские воспользуются именно так своим численным перевесом. Даву, действительно, слишком разбросал свои силы, и, наверное, не в состоянии был бы выдержать хорошо направленную атаку противника… Преувеличенное донесение генерала Паскевича, командовавшего левым флангом русских и полагавшего видеть против себя 20 тысяч человек, равно и мнение самого Багратиона о больших силах противника, наконец опасение, что армия короля Жерома подоспеет во время его предприятия и атакует его с тыла — все это вместе могло быть причиною нерешительности русских.

## После сражения

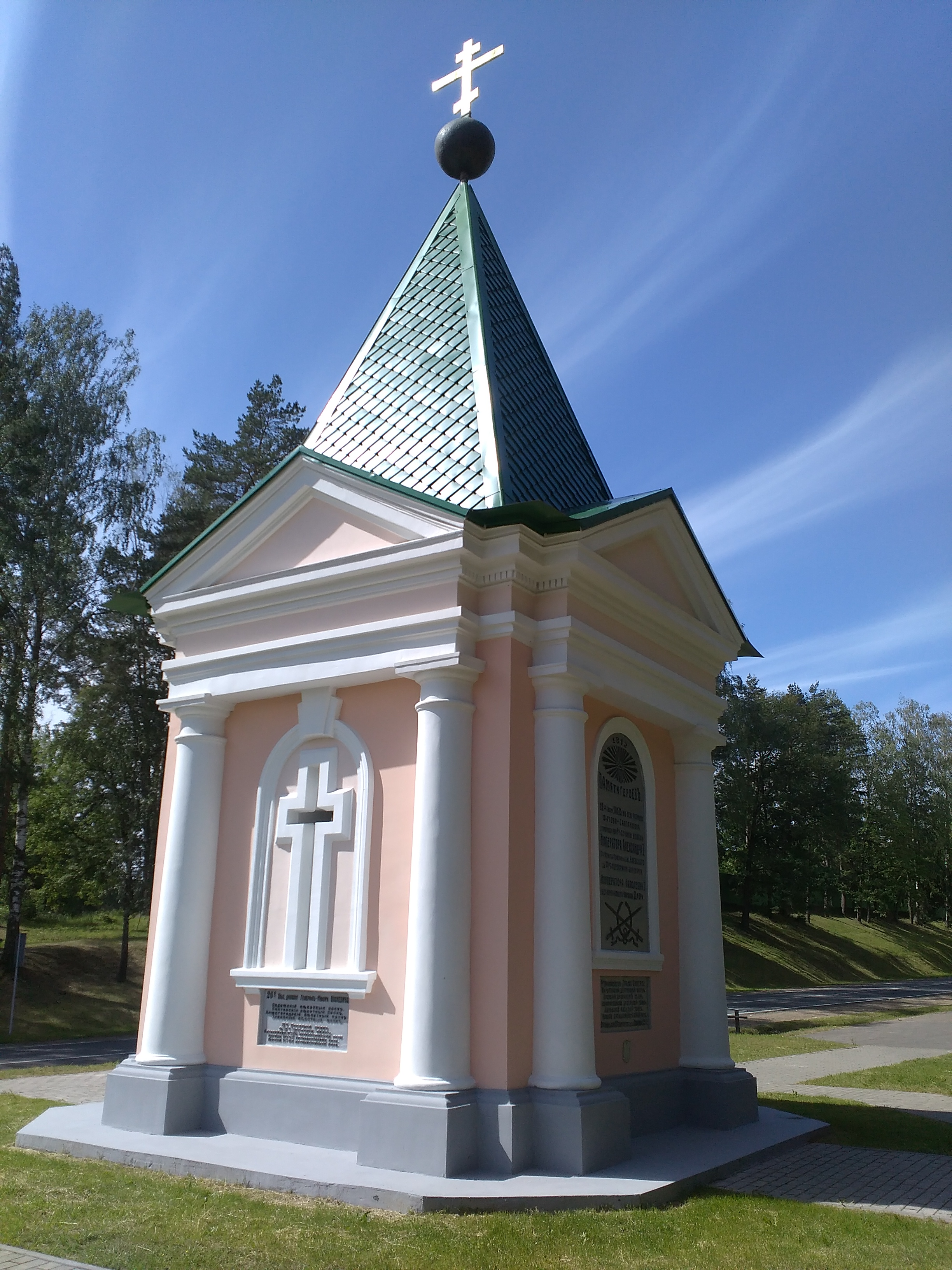
Мемориальная часовня у деревни Салтановка

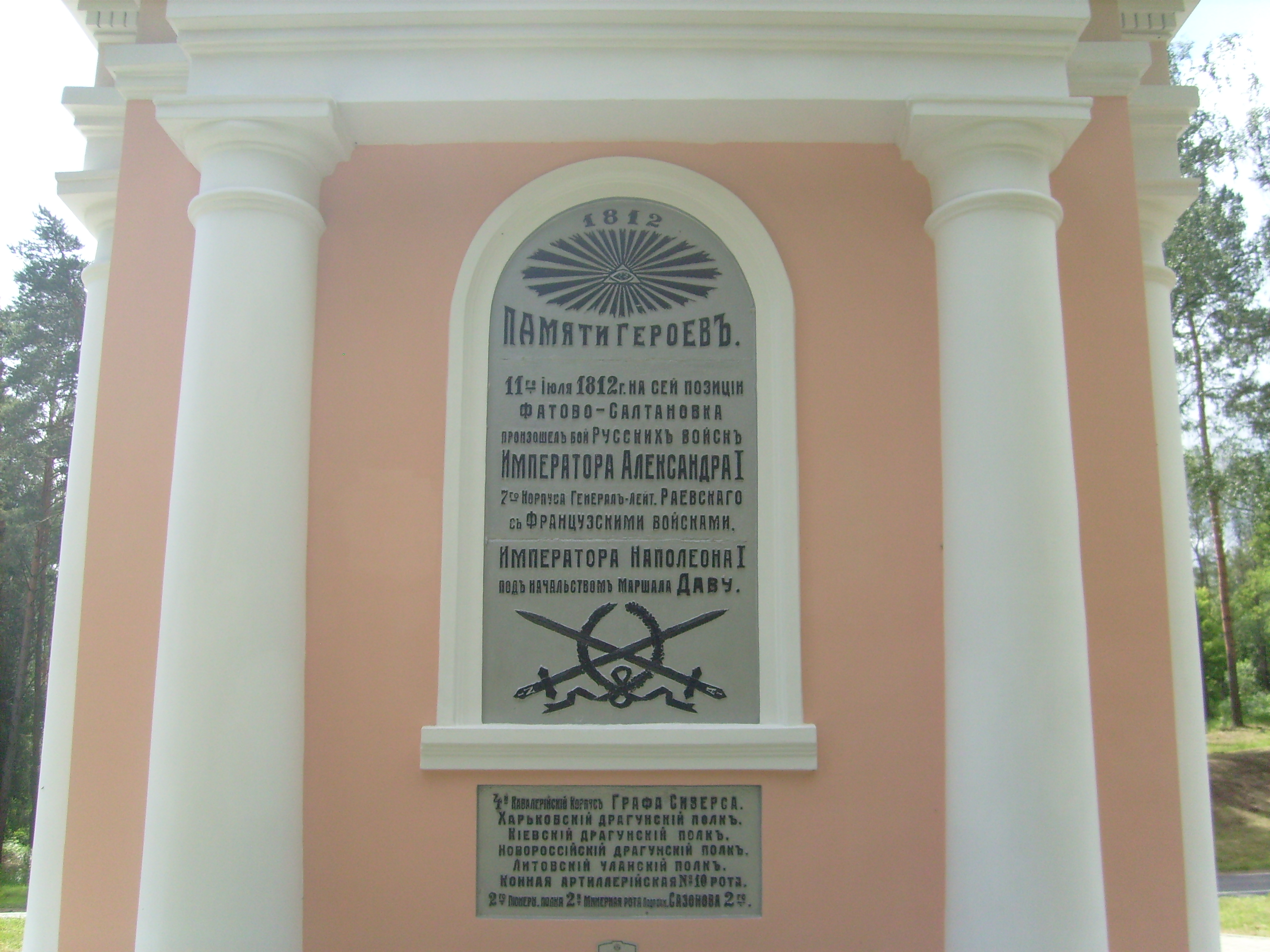
Часовня построена в 1912 году

В течение 24 июля 7-й корпус Раевского оставался в Дашковке. Казаки Платова переправились через Днепр и последовали к Смоленску по восточному берегу Днепра мимо Могилёва, специально показываясь на глаза французам. Даву, ожидая повторного штурма русских, укреплял позиции и не двигался с места. Судя по сообщениям с французской стороны, у него и не было сил, чтобы в одиночку атаковать Багратиона.
Тем временем у села Новый Быхов (ниже Быхова по течению Днепра) закончили возведение моста. 25 июля армия Багратиона переправилась через Днепр и двинулась к Смоленску. 26 июля и 7-й корпус Раевского отошёл от Дашковки к переправе и последовал за основными силами Багратиона. Отступление было прикрыто густой сетью казачьих пикетов. В результате Даву не сразу узнал об отступлении, а когда узнал, не имел представления о направлении отступления. Таким образом время для преследования было упущено.
Русская сторона считала себя победившей, полагая успехом провал планов Наполеона отрезать 2-ю армию. Французы, в свою очередь, гордились тем, что сдержали напор Багратиона под Могилёвом.
3 августа русские 1-я и 2-я Западные армии соединились без помех в районе Смоленска. Части корпуса Даву, переправившись через Днепр под Оршей, остановились в районе Дубровно. Наполеон собирался с силами в Витебске. Наступила непродолжительная передышка в ходе Отечественной войны.
В корпусе Раевского в бою под Салтановкой выбыло из строя 2504 человек, из них убитыми 564. По данным Безотосного потери составили свыше 2,5 тыс. человек.
Багратион в своём рапорте царю Александру I оценил потери противника в 5 тыс. человек.
По другим источникам, оценки потерь корпуса Даву варьируются от 3400 до 4134 человек. Безотосный сообщает, что потери Даву составили до 1,2 тыс. человек.

## Легенда
В связи с боем под Салтановкой известна история о том, как Раевский в одну из атак шёл впереди полка с своими сыновьями. Эта атака изображена на знаменитой картине Самокиша. Несмотря на широкую известность этого факта, он является не более чем патриотическим вымыслом журналистов, описывавших ход войны в российских газетах. Достаточно напомнить, что младшему сыну Раевского было всего 11 лет.
Сам Раевский в беседе со своим адъютантом поэтом Батюшковым опровергал эту историю: он действительно водил полк в атаку с шпагой в руках, но рядом с ним шли не сыновья, а адъютанты и ординарцы.
Почвой для легенды мог стать факт, что сыновья Раевского действительно находились при его войсках в момент сражения, а старший из них, 16-летний Александр, участвовал в бою.